# Gonodonta fulvidens
Gonodonta fulvidens là một loài bướm đêm trong họ Noctuidae.